# Augsburg (Schiff, 2008)
Die Augsburg ist ein motorgetriebenes Fahrgastschiff auf dem Ammersee, das im Sommer im Liniendienst zwischen den Orten am See verkehrt. Das Schiff wurde im Jahr 2008 gebaut und nach der drittgrößten Stadt Bayerns, Augsburg, benannt. Da mit Ausnahme der Augsburg alle Fahrgastschiffe auf dem Ammersee nach Ortschaften der Ammerseeregion benannt sind, sorgte diese Namensgebung in manchen Anrainergemeinden zunächst für Unmut, ist aber inzwischen akzeptiert – nicht zuletzt, weil der Ammersee traditionelles Ausflugsgebiet der Augsburger Bevölkerung ist („Augsburger Meer“).

## Schiffsbeschreibung
Das Schiff hat eine Gesamtlänge von 36 Metern bei einer Breite von 7,8 Metern und einem Tiefgang von 1,25 Metern. Es ist zugelassen für den Transport von 300 Personen und verfügt über 110 Innenplätze.
Der Antrieb besteht aus zwei emissionsarmen Volvo-Dieselmotoren (je 182 kW), deren Leistung über eine Wellenanlage auf zwei fünfflügelige Propeller übertragen wird. Eine Schottel-Querstrahlanlage dient als Manövrierhilfe beim Anlegen. Die Besatzung besteht aus zwei Mann.
Gebaut wurde die Augsburg in der Lux-Werft in Niederkassel bei Bonn, der Innenausbau erfolgte bei Auer, Innsbruck.

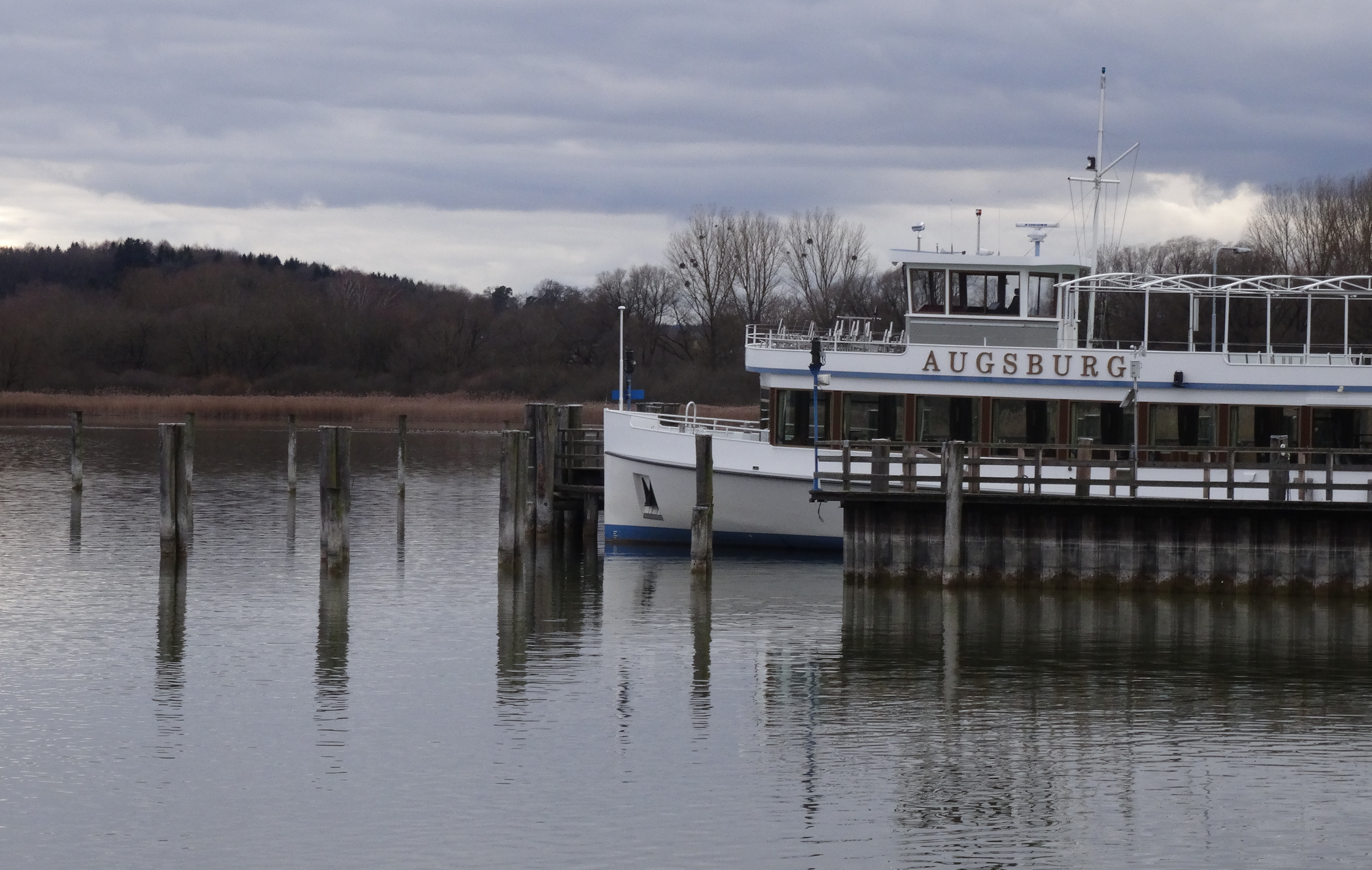
Die Augsburg bei Inning-Stegen